# Violette Nozière
Violette Nozière   (Neuvy-sur-Loire, 11 de gener de 1915 - Le Petit-Quevilly, 26 de novembre de 1966) va ser una dona francesa condemnada per l'assassinat del seu pare. La pel·lícula del 1978 del mateix nom es basava en aquest cas. Va acusar el seu pare d’haver-la maltractat sexualment, cosa que ho va convertir en un dels primers casos d’incest que va aparèixer a la premsa moderna francesa.

## Vida
Nozière era una nena brillant que gradualment esdevenia més capritxosa. De jove va portar una vida subvencionada per la prostitució ocasional. Com a resultat, va contreure syphilis i el seu metge es va veure obligat a dir-ho als seus pares. Nozière va persuadir el doctor per certificar que encara era verge per tal de persuadir els seus pares que la seva malaltia era hereditària. Els seus pares s'ho van creure i Nozière va continuar amb el seu estil de vida.

## Assassinat
El 23 de març de 1933, quan tenia divuit anys, va comprar el medicament inductor de la són Soménal i va convèncer els seus pares de prendre una sobredosi explicant que el metge li havia donat un medicament per curar la sífilis de la família. La dosi va resultar ser massa baixa, de manera que el 21 d’agost del mateix any va utilitzar el mateix truc per aconseguir que els seus pares prenguessin una sobredosi encara més gran. Nozière va sortir al vespre i quan va tornar al pis va trobar els seus cossos inerts. Va engegar el gas i quan l’olor va dominar va anar a un pis proper on va dir que pensava que els seus pares s’havien intentat suïcidar.

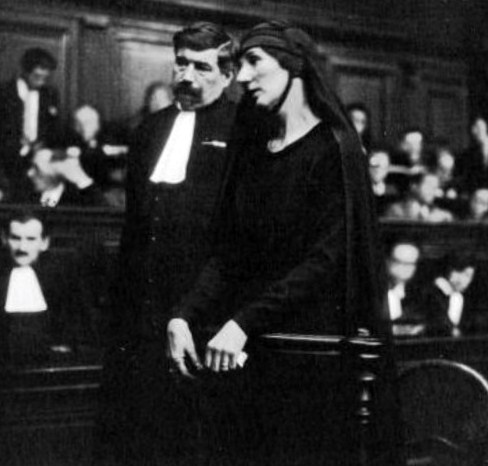
Germaine Nozière i el seu advocat M.Hézard donen proves el 1934

El seu pare, Jean-Baptiste, que havia estat conductor, va morir. Però la seva esposa, Germaine, es va recuperar. El cas de l'assassinat i l'estil de vida de Nozière va ser la història principal en els diaris. L'any següent va ser condemnada i sentenciada a mort, però la sentència es va reduir gradualment, primer a treballs forçats de per vida el 1934, després a 12 anys el 1942. Va ser alliberada el 1945.

## Llegat
El cas va continuar sent important en la cultura francesa.
El 1978 es va fer una pel·lícula del mateix nom basada en aquest cas.